# Bataille de Halmstad
Guerre de Scanie
Batailles
- Fehrbellin
- Jasmund
- Öland
- Halmstad
- Lund
- Fehmarn
- Malmö
- Køge
- Landskrona
- Marstrand
- Uddevalla
- Warksow
- Stralsund

La bataille de Halmstad fut livrée le 17 août 1676 pendant la guerre de Scanie, à environ 5 km au sud de la ville de Halmstad. Elle opposa l'armée danoise à son homologue suédoise et se termina par une victoire écrasante des Suédois, dirigés par le jeune roi Charles XI. Ce fut la première bataille majeure de la guerre remportée par les Suédois.